# Krim-Kongo-Fieber
Das Krim-Kongo-Fieber (Krim-Kongo-Hämorrhagisches-Fieber, englisch Crimean-Congo hemorrhagic fever, CCHF) wird vom Krim-Kongo-Fieber-Virus (CCHFV) ausgelöst. Das (-)ssRNA-Virus gehört aufgrund des Übertragungsweges zur Gruppe der Arboviren; taxonomisch zur Gattung Orthonairovirus aus der Familie der Nairoviridae in der Ordnung der Hareavirales.

## Geschichte

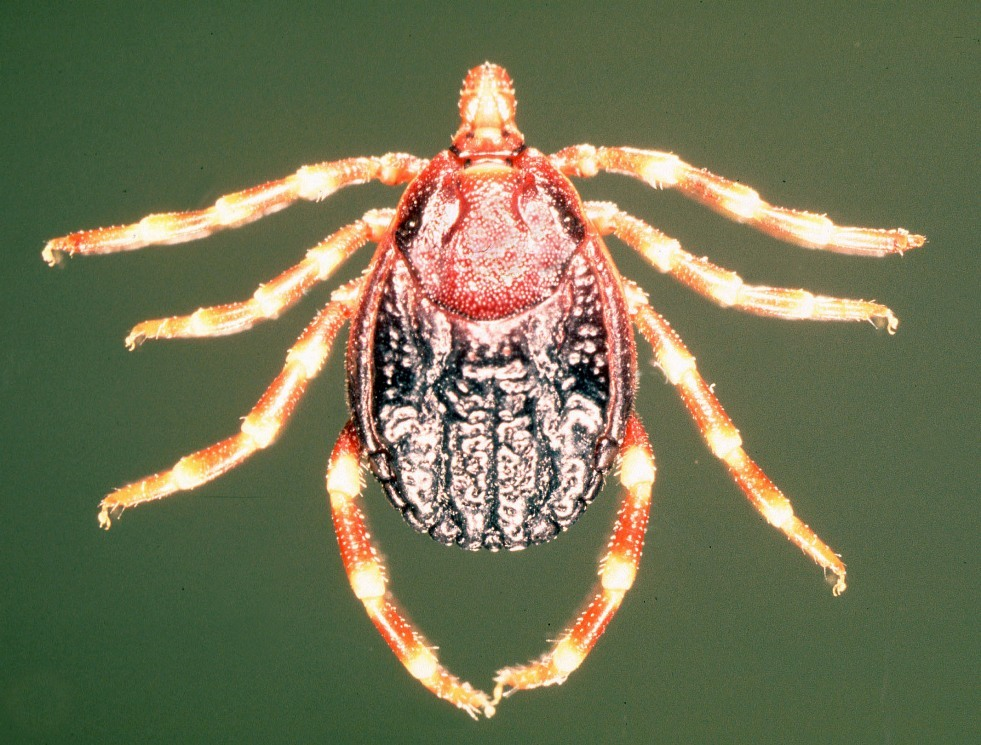
Hyalomma-Zecke

Erstmals wurde das Virus 1956 in Belgisch-Kongo (heute Demokratische Republik Kongo) aus menschlichem Blut isoliert. Die Erkrankung "Hämorrhagisches Krim-Fieber" war schon länger bekannt. In den 1940er Jahren sind Erkrankungsfälle auf der Halbinsel Krim dokumentiert, wahrscheinlich hat es in Zentralasien schon seit Jahrhunderten sporadische Krankheitsfälle gegeben.
Aktuell wurde die Krankheit im Sommer 2006, als in der türkischen Provinz Çorum (Schwarzmeerregion) mehrere Todesfälle aufgrund von Krim-Kongo-Fieber gemeldet wurden. Im April und Juni 2006 wurden einige Dutzend Infizierte behandelt. Im Juni starben dort erneut drei Personen innerhalb weniger Tage. Im Juni 2008 wurden erstmals auch in der Gegend um die Urlauberstadt Antalya am Mittelmeer Patienten mit Verdacht auf Krim-Kongo-Fieber behandelt. Nach Angaben des türkischen Gesundheitsministeriums waren 2008 bis zu diesem Zeitpunkt bereits 23 Menschen am Krim-Kongo-Fieber gestorben.
2014 infizierten sich 34 Personen (17 männlich, 17 weiblich im Alter von 4 bis 77 Jahren) in Georgien, von denen 3 starben. Es wurde genau eine infizierte Zecke gesichert, alle Blutproben von Tieren waren negativ.
Im August 2016 verstarb erstmals eine Person, die sich in Europa – in der Provinz Ávila in Spanien – durch einen Zeckenbiss infiziert hatte, am Krim-Kongo-Fieber. Der Indexpatient infizierte zudem einen Krankenpfleger, der trotz schwerer Symptome überlebte.
In den 2010er Jahren wurde in den Grabbeigaben für eine hochgestellte Persönlichkeit aus der Zeit um 600 bis 450 v. Chr. an der Heuneburg ein Keramikgefäß mit Resten menschlichen Blutes und Organen gefunden, in denen Erreger des Krim-Kongo-Fiebers nachgewiesen wurden, was auf eine Epidemie in der Region deuten könnte.

## Vorkommen
Die Viruserkrankung wurde in Südeuropa, Asien, dem Nahen und Mittleren Osten sowie – mit milderen Verlaufsformen – in Afrika nachgewiesen.

## Übertragung
Das Virusreservoir sind grasfressende Haus- und Wildtiere (Rinder, Schafe, Ziegen, Hasen, Kamele). Die Übertragung erfolgt durch den Biss von Zecken, vor allem Hyalomma-Zecken, die in wärmeren Regionen südlich des Balkans vorkommen. Über 30 Hyalomma-Arten wurden als Überträger identifiziert.
Zunächst nehmen die Zecken das Virus mit dem Blut infizierter Tiere auf, das Virus kann dann längere Zeit im Verdauungstrakt der Zecke überleben. Beißt die Zecke nun einen Menschen oder ein anderes empfängliches Säugetier, kann die Übertragung durch den Speichel der Zecke erfolgen. Eine Übertragung kann jedoch auch direkt durch den Kontakt mit Blut oder Fleisch erkrankter Tiere erfolgen. Von Mensch zu Mensch kann das Virus durch infizierten Urin, Kot, Speichel oder infiziertes Blut übertragen werden. Auch Tröpfcheninfektionen oder Aerosole sind möglich. Je schwerer die Erkrankung verläuft, desto mehr Viren werden vom Patienten ausgeschieden. Daher kommen auch nosokomiale Infektionen in nennenswertem Umfang vor.

## Klinik

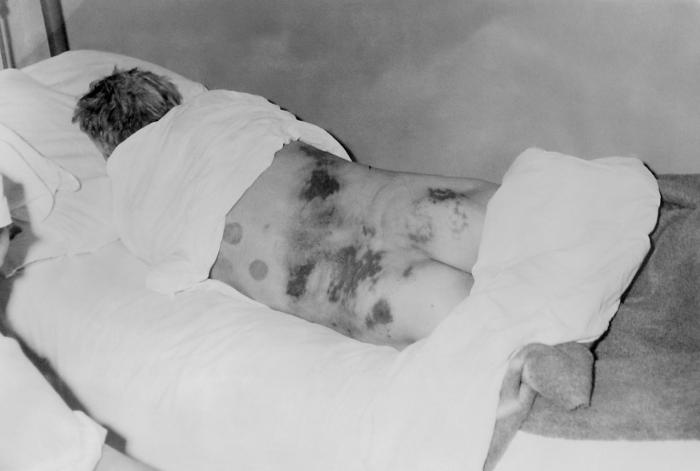
Klinisches Erscheinungsbild

Die Inkubationszeit liegt in der Regel zwischen einem und 13 Tagen. Die Symptome setzen plötzlich ein: Fieber (über fünf bis zwölf Tage konstant, biphasischer Verlauf), Schüttelfrost, Reizbarkeit, Kopf-, Muskel- und Gliederschmerzen. Oberbauchschmerzen, Übelkeit und Erbrechen. Typisch sind eine Gesichtsrötung und ein Gesichtsödem, Bindehaut- und Rachenrötung.
Bei einem Teil der Erkrankten stellt sich als Komplikation ab dem dritten bis fünften Tag eine hämorrhagische Verlaufsform ein: Darmblutungen, Bluterbrechen (Hämatemesis), Hautblutungen (bis hin zu Ekchymosen, kleinflächigen Blutungen), hämorrhagische Diathese.
Die Letalität (Sterblichkeit) ist abhängig vom Virusstamm und beträgt zwischen zwei und 50 Prozent. Man schätzt, dass in den Staaten der ehemaligen UdSSR etwa jeder fünfte Fall mit hämorrhagischen Symptomen verläuft. Die Krankheit kann wohl auch symptomlos (inapparent) verlaufen. Der Tod tritt meistens in der zweiten Krankheitswoche ein, die Todesursache ist Multiorganversagen.

## Therapie
Eine Impfung gibt es bisher nicht. Eine antivirale Therapie mit Ribavirin ist möglich, ihre Wirksamkeit jedoch noch nicht abschließend zu beurteilen. Der Erregernachweis ist mittels Virusisolierung in der Zellkultur oder RT-PCR möglich.

## Vorbeugung
In Endemiegebieten ist Zeckenschutz angezeigt (Repellentien, geschlossene helle Kleidung, regelmäßige Selbstuntersuchung nach Zecken). Der Kontakt mit infizierten Personen und infiziertem Material sollte gemieden werden.

## Meldepflicht

### Deutschland
Nach § 6 Absatz 1 Nummer 1 Buchstabe g IfSG sind der Krankheitsverdacht, die Erkrankung sowie der Tod an „virusbedingtem hämorrhagischen Fieber“ namentlich meldepflichtig.  Meldepflichtig sind die feststellenden Ärzte usw. (§ 8 IfSG).

### Österreich
In Österreich ist virusbedingtes hämorrhagisches Fieber eine anzeigepflichtige Krankheit gemäß § 1 Abs. 1 Ziffer 1 Epidemiegesetz 1950. Die Anzeigepflicht bezieht sich auf Verdachts-, Erkrankungs- und Todesfälle. Zur Anzeige verpflichtet sind unter anderem Ärzte und Labore (§ 3 Epidemiegesetz 1950).

### Schweiz
In der Schweiz ist die Erkrankung Krim-Kongo-Fieber meldepflichtig und zwar nach dem Epidemiengesetz (EpG) in Verbindung mit der Epidemienverordnung und Anhang 1 der Verordnung des EDI über die Meldung von Beobachtungen übertragbarer Krankheiten des Menschen. Meldepflichtig sind Ärzte, Spitäler usw. 
Zudem ist der positive und negative laboranalytische Befund zum Krim-Kongo-Virus meldepflichtig für Laboratorien und zwar nach den genannten Normen und Anhang 3 der Verordnung des EDI.